# دومة الجندل
دومة الجندل هي مدينة سعودية والعاصمة الإدارية لمحافظة دومة الجندل التابعة لمنطقة الجوف، بالمملكة العربية السعودية. تقع جنوب غرب مدينة سكاكا (عاصمة المنطقة) التي تبعد عنها بحوالي 50 كم وتزخر بالمواقع التاريخية والأثرية كقلعة مارد وبحيرة دومة الجندل ومسجد عمر بن الخطاب، وتتميز بوفرة مياهها وعذوبتها. ، وصفت عند الآشوريين بأنها «حصن العرب» من خلال لوح طيني يعود للقرن السابع قبل الميلاد.

## أصل التسمية
ورد ذكر دومة الجندل في النصوص الآشورية منذ القرن الثامن قبل الميلاد باسم (أدوماتو) و (أدومو)، وورد ذكرها في نقش ثمودي عثر عليه في تيماء ويعود تاريخ كتابته للقرن السادس قبل الميلاد باسم (دومة) وذكر الإخباريون والجغرافيون العرب أن اسم دومة مشتق من اسم دوماء بن إسماعيل بن إبراهيم عليهما السلام، ونسبت إلى الجندل، لأن حصنها مارد شيد من الجندل أي الصخر، وورد ذكرها في التوراة باسم (دومة) وذكرت في جغرافية بطيليموس تحت اسم (دوماثا)، وذكرت عند بلينوس باسم دوماتا (1).
وقد سميت دومة بجوف آل عمرو نسبة إلى سكانها الأقدمين، وهم بنو عمرو، من قبيلة طيء حيث كانت طيء تسكن في جنوبي الجزيرة، ثم انتقلت إلى دومة شمالي الجزيرة. ويشار إليها أيضا باسم «جوف السرحان». وكذلك «بوادي النفاخ».
ويستعمل اسم «الجوف» للدلالة على المنطقة عموما، ويستعمل اسم دومة الجندل خصوصاً لهذه المحافظة.
وقد ورد ذكر دومة الجندل في شعر المتنبي باسم «عقدة الجوف»، وهي تعني الأرض كثيرة النخيل، حيث اشتهرت دومة الجندل بكثرة نخيلها.
وجابت بسيطة جوب الرداء          بين النعام وبين المهــا
إلى عقدة الجوف حتى شفت         بما الجراوي بعض الصدى

## الموقع والحدود
تقع محافظة دومة الجندل جنوب غرب مدينة سكاكا في السعودية على صخور تنتمي إلى الدرع العربي، وهي من أهم المناطق الجيولوجية بالمملكة وتبعد عن العاصمة السعودية الرياض حوالي 900 كم وعن العاصمة المقدسة مكة المكرمة حوالي 1220 كم وهي من أهم المواقع التاريخية والأثرية والحضارية في المملكة العربية السعودية حيث تحتضن قلعة مارد ومسجد عمر بن الخطاب.

## مناخ دومة الجندل
مناخ مدينة دومة الجندل بصورة عامة صحراوي قاري بارد شتاء وحار جاف صيفا، ومتوسط درجة الحرارة العظمى فيه 42 درجات مئوية في الصيف ومتوسط درجة الحرارة شتاء 8.5 درجة مئوية وشهر يوليو هو أكثر أشهر السنة حرارة في الجوف، بينما تنخفض الحرارة في شهر يناير الذي يعتبر أكثر أشهر السنة برودة، حيث تصل إلى ما بين درجتين وسبع درجات تحت الصفر، ويصل متوسط سقوط الأمطار إلى 200 ميليمتر تقريباً.

## عدد السكان
يبلغ عدد السكان في دومة الجندل حسب التعداد السكاني لعام 1444هـ (2022م) 54,341 نسمة، 22,775 منهم إناث، و31,566 منهم ذكور.

## التاريخ والآثار
ظهرت مدينة دومة الجندل (الجوف) في العهد الآشوري، حيث تذكر دومة في النصوص الآشورية العائدة للقرنين الثامن والسابع قبل الميلاد بسبب إرتباطها بالحملات العسكرية الآشورية على شمال الجزيرة العربية، ويشار إلى دومة الجندل في نصوص الآشوريين بإسم (أدوماتو) و(أدمو )، وكذلك وقوعها ضمن ممتلكات قبيلة قيدار العربية، في القرن السادس قبل الميلاد أستمر تأثير دومة الجندل على الساحة السياسية في الشرق الأوسط القديم، حيث تُشير النصوص الثمودية التي عثر عليها في تيماء إلى تحالف ملك "مملكة دومة" بسران بن مطران مع الملك البابلي نبونيد أثناء إقامته في شمال الجزيرة العربية
ولقد عاصرت مدينة دومة الجندل (الجوف) التاريخ منذ أقدم أزمانه، وبالتحديد منذ أيام الآشوريين. وورد ذكرها في كثير من الكتب التاريخية، وفي أشعار بعض كبار الشعراء مما يدل على المكانة التي كانت تحتلها كإحدى بوابات شبه الجزيرة العربية، وعقدة مواصلات ما بين سوريا والعراق وشبه الجزيرة العربية، وتدل الآثار الكثيرة الموجودة في مدينة دومة الجندل (الجوف)، والتي عنيت إدارة الآثار بدراستها وتسجيلها واستقرائها، على الدول والأقوام الذين تعاقبوا على الجوف كالآشوريين والأنباط كما أن ملكة تدمر الشهيرة زنوبيا غزتها ولكنها عجزت عن الاستيلاء عليها بسبب مناعة تحصينها، وحكمها امرؤ القيس متخذا منها قاعدة له، وامتد نفوذه شمالاً حتى الأردن.
وفي السنة السادسة هجري أرسل النبي محمد بن عبدالله عليه السلام سرية إلى دومة الجندل بقيادة عبدالرحمن بن عوف و أوصاه حين دفع إليه اللواء بقوله : خذه يا ابن عوف فاغزوا جميعًا في سبيل الله , فقاتلوا من كفر بالله , لا تغلوا ولا تغدروا ولا تمثلوا ولا تقتلوا وليدًا , فهذا عهد الله وسيرة نبيه فيكم .. وقال : إن استجابوا لك فتزوج بنت ملكهم . 
سار عبدالرحمن حتى بلغ دومة الجندل فدعا أهلها إلى الإسلام فاسلم رئيسهم الأصبغ بن عمرو الكلبي و أسلم معه ناس كثير من قومه وتزوج عبدالرحمن ابنته تماضر وبقي على الجزية هو ومن معه . 
إلا أن أكيدر صاحب دومة و عاملها لهرقل استمر بالتعرض للسابلة من تجار المدينة فأراد النبي محمد صلى الله عليه وسلم إقرار الأمن في تلك الربوع , حيث بعث الرسول محمد خالد بن الوليد إلى دومة الجندل مرة أخرى سنة 9 هجري و الذي استطاع فتحها وأسر حاكمها اكيدر بن عبد الملك السكوني وأخذه إلى الرسول محمد فأسلم أكيدر حيث أعاده الرسول إلى دومة الجندل وبعد وفاة الرسول ارتد أكيدر عن الإسلام وترك دومة الجندل.
ولقد ظلت بعد ذلك ممراً للجيوش والقوافل التجارية المتجهة إلى بلاد الشام والعراق ونظرا لموقعها الاستراتيجي المهم وردت في معظم الكتب التاريخية والجغرافية العربية كما وضع عدد من الرحالة الأوروبيين كتباً أوردوا فيها مدينة دومة الجندل (الجوف) وحللوا الأحداث التاريخية التي مرت بها منذ أيام الآشوريين وحتى انضمامها إلى الملك عبد العزيز.
وتبدأ الإشارة إلى دومة الجندل في القرن الثالث الميلادي في عهد الملكة العربية الشهيرة «زنوبيا» التي حكمت تدمر ما بين 267-277م ويبدو أن هذه الملكة غزت دومة الجندل ولكن قلعة المدينة كانت حصينة بحيث لم تتمكن الملكة من اقتحامها فارتدت خالية وقالت قولتها المشهورة تمرد مارد وعز الأبلق الأمر الذي يدل على أنه كان في دومة الجندل حكم قوي.
وفيها وقعت غزوة دومة الجندل في حياة الرسول محمد في السنة الخامسة للهجرة، كما دارت بعد عدة سنوات معركة دومة الجندل في عهد أبي بكر الصديق.

### البعثة السعودية الإيطالية المشتركة للتنقيب

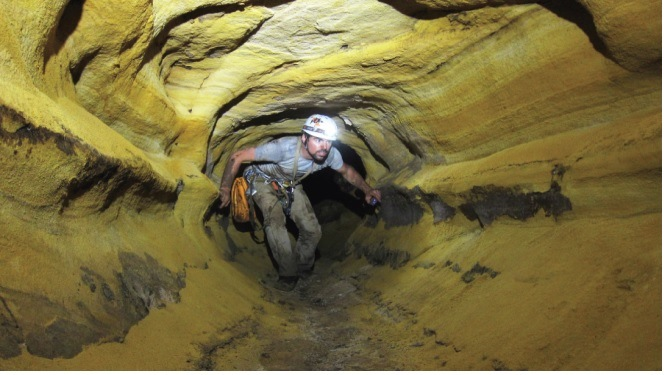

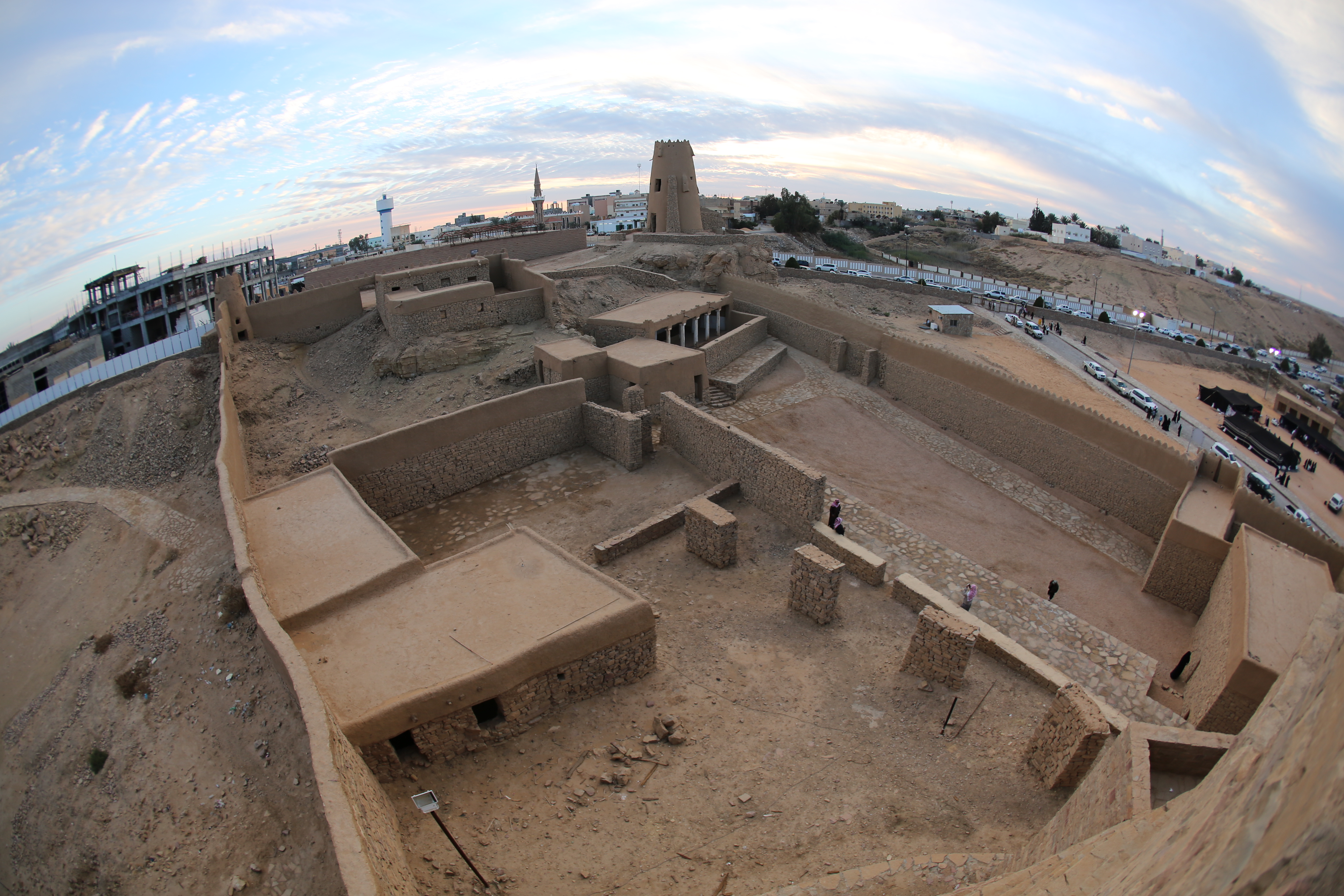

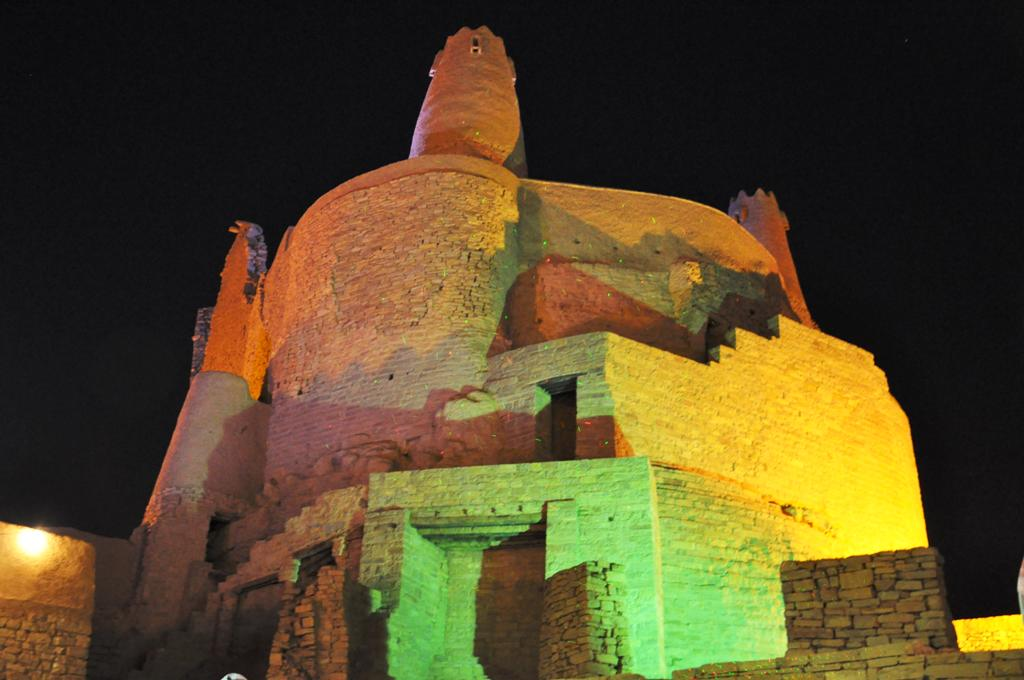

في 1430 هـ، كشف فريق سعودي إيطالي مشترك قنوات وآبار وشبكة مياه معقدة كانت تسقي واحة دومة الجندل خلال القرن الأول قبل الميلاد. وعثر الفريق على بقايا معمارية ترجع إلى الفترة النبطية والرومانية (بين القرنين الأول ق.م والرابع الميلادي) في قلعة مارد بمحافظة دومة الجندل. وذكرت البعثة السعودية الإيطالية الفرنسية المشتركة للتنقيب في موقع دومة الجندل أن أعمال التنقيب في الموقع كشفت عند السور الغربي لواحة دومة الجندل عن وحدة معمارية لحي سكني ترجع إلى العصرين النبطي والروماني، كما تم العثور على أساسات معمارية ترجع للعصر الروماني عند أبراج السور ونظام للري مرتبط بقنوات وأنفاق بدومة الجندل.
وأشار فريق البعثة إلى أنه تم الكشف عن عدد من النقوش الإسلامية المبكرة والنقوش الثمودية والنبطية في مواقع مويسن والنيصة وجبل قيال، إضافة إلى العثور في الموقع على مستوطنة ترجع للعصر الحجري الحديث (الألف الرابع ق. م)، وعثر أيضًا على معالم آثار قديمة وقام بدراستها كالقصير أو ما يسمى بقصر الحطاب يقع خلف المتحف قريبا من قلعة مارد، كما درس الفريق قصر جوهر أو حزام. وهو حصن عسكري مستطيل الشكل طوله (82) م وعرضه (45) م.
أيضًا، درس الفريق السعودي الإيطالي المنطقة التاريخية للواحة، للكشف عن تسلسل الاستيطان بشكل كامل بالموقع، حيث تم الكشف عن فترة استيطان نبطية عمرها 2000 سنة وعدة مراحل استيطان رومانية وفترة الإسلام حتى الوقت الحاضر. كما شملت الأبحاث مسجد عمر بن الخطاب وهو من أهم المعالم البارزة في دومة الجندل والمنطقة، وأجرى الفريق دراسة على الجزء الغربي من السور الأثري على بعد 3 كلم غرباً المركز التاريخي بين بئر حسية وحي السبيلة قريباً من البرج.
كشفت الأبحاث أيضًا عن سور طوله 2 كلم يصل ارتفاع بعض أطلاله أحياناً إلى (4.5) م حيث يغلق أسفل الوادي ويتجه ناحية الجبل المجاور ويحتمل أنه عمارة الأكيدر، وبدا السور قديماً جداً ربما تجاوز عمره 2000 عامًا وظل مستخدماً خلال الفترة الإسلامية حتى قرنين مضت، واكتملت دراسة هذا القطاع عن طريق التنقيبات ودراسة التضاريس حيث تمكن الفريق من الكشف عن عدة مبان قديمة في  الوادي ويظهر قمة الرجم ببرجه وأريكته وهي صالة اجتماع نبطية جرى تنقيبها وكشفها تماماً.

## المواقع التراثية والسياحية

### قلعة مارد
تعتبر أهم القلاع الأثرية في شمال المملكة العربية السعودية وتسمى أيضا حصن مارد، وقد بنيت من الحجارة على مرتفع يطل على دومة الجندل القديمة من الجهة الجنوبية، بارتفاع 2000 قدم تقريبا، ويعتقد أن القلعة قد بنيت في الألف الثانية أو الثالثة قبل الميلاد، وقد أعيد بناء بعض أجزاء من القلعة وذلك لطول فترة استخدامها أما الجزء الأكبر منها فقد ظل على حالته القديمة، وتتكون القلعة من الداخل من مجموعة من الغرف بالإضافة إلى أربعة أبراج في جهات القلعة الأربعة وكانت تستخدم للمراقبة، كما يوجد في داخل القلعة بئر عميق لا تزال في حالة جيدة وكانت ذات أهمية للموجودين داخل القلعة خاصة في وقت الحصار بالإضافة إلى البئر في أسفل القلعة أما من الخارج فهناك سور فيه فتحات للمراقبة ولها برجان بارتفاع 12م، وبشكل عام فإن القلعة تتألف من طبقات إحداها للحرس والثانية للرماية، والثالثة للمراقبة وهكذا، وكلمة مارد مشتقة من القدرة والامتناع وتعني كل شيء تمرد واستعصى كما تضم أيضا صنم (ود).

### مسجد عمر بن الخطاب
يقع هذا المسجد في وسط المدينة القديمة وهو ملاصق لحي الدرع من الجهة الجنوبية ويعتبر من أهم المساجد الأثرية في المملكة العربية السعودية، حيث أنه يمثل استمرارية لنمط تخطيط المساجد الأولى في الإسلام، وينسب للخليفة الثاني عمر بن الخطاب، ويقال أنه بناه سنة 17 للهجرة أثناء توجهه إلى البيت المقدس، إلا أن أحد كبار الباحثين السعوديين يرى أن نسبة المسجد إلى الخليفة الثاني غير مؤيد بدليل، ومهما يكن من الأمر فإن الناس قد تعارفوا على إطلاق اسم عمر بن الخطاب على المسجد، وقد بني المسجد من الحجر، ورمم أكثر من مرة، كما تتبع للمسجد مئذنة بنيت من الحجر بارتفاع حوالي 7.12م حيث يقول أحد المؤرخين السعوديين أنها أول مأذنة في الإسلام.

### حي الدرع
يمثل حي الدرع التاريخي في دومة الجندل معلما سياحيا وتاريخيا مهما نظرا لما يضمه من المواقع الأثرية والتراثية المميزة.
ويستقبل الحي التاريخي أسبوعيا عددا كبيرا من الزوار من منطقة الجوف وخارجها، كما يشهد فعاليات سياحية وتراثية في الإجازات الموسمية.
ويقع ''حي الدرع'' بجانب مسجد عمر بن الخطاب التاريخي وقلعة مارد الأثرية، ويعد أحد الآثار الباقية من مدينة دومة الجندل القديمة التي سلمت من معاول الهدم التي طالت سوق دومة الجندل التاريخي قبل نحو25 عاماً.
وتعود منشآت الحي إلى العصر الإسلامي الوسيط، لكنها تقوم على طبقات أثرية وأساسات تعود إلى منتصف الألف الأول قبل الميلاد.
ويتميز الحي بمبانيه الحجرية ووقوعه بين البساتين ومسارب الماء التي كانت تؤمّن الحياة لساكني الحي من العيون القريبة.

### سور دومة الجندل
يقع في الطرف الغربي من مدينة دومة الجندل وقد تم الكشف عنه في عام 1406م من قبل وكالة الآثار والمتاحف ويبلغ ارتفاع السور حوالي 4.5 م وهو مبني من الحجر بأسلوب يشبه بناء قلعة مارد ويوجد بالسور أبراج مستطيلة الشكل لها فتحتان وهذه الأبراج ملحقة بالسور وهو مدعم بجدار من الطين من الداخل.

### سوق دومة الجندل

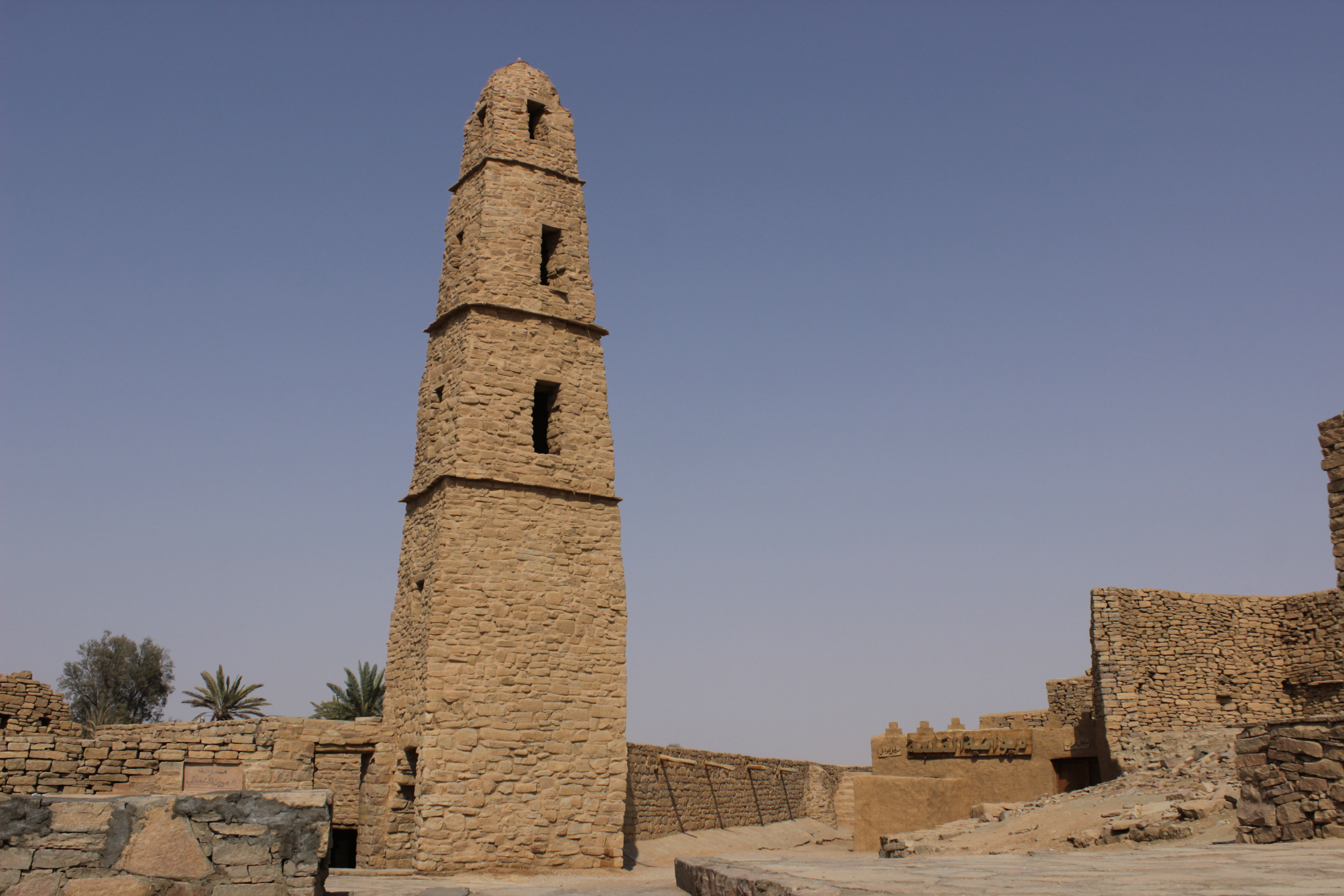
السوق في الجزء الأيمن من الصورة وفي اليسار مسجد عمر بن الخطاب بجانب حي الدرع

هو واحد من أوائل أسواق العرب ذات المكانة الثقافية والاقتصادية الكبيرة في الإسلام، يقع أسفل قلعة مارد، وهو عبارة عن محلات مبنية من الحجر، ويعقد السوق في أول أيام شهر ربيع الأول حتى منتصف الشهر من كل سنة.

### بحيرة دومة الجندل
تقع البحيرة في الجهة الشرقية من دومة الجندل وتكونت نتيجة تصريف مياه الأمطار والمزارع الموجودة داخل المحافظة وهي بازدياد نتيجة المياه التي يضخها مشروع الري والصرف وتعد هذه البحيرة في حال استثمارها على مستوى سياحي من أكبر الأماكن السياحية التي تجذب زوار المحافظة لها.